# Limitele Spiritului
Limitele Spiritului este al cincilea roman din seria Academia Vampirilor, scrisă de Richelle Mead. Varianta tradusă a fost publicată în România de Editura Leda.

## Personaje
- Rosemarie "Rose" Hathaway - gardiana Lissei
- Vasilisa "Lissa" Dragomir - Moroi, ultima din familia regală Dragomir
- Dimitri Belikov - Dhampir, iubitul lui Rose inainte de a fi transformat in Strigoi
- Christian Ozera - Moroi regal, iubitul Lissei
- Adrian Ivashkov - Moroi regal, iubitul lui Rose
- Victor Dashkov
- Mia Rinaldi - Moroi neregal
- Jill Mastrano - Moroi
- Abe Mazur - Moroi neregal, tatăl lui Rose
- Tasha Ozera - Moroi regal, mătușa lui Christian